# Ätran
Ätran este o arie protejată (arie specială de conservare — SAC, sit de importanță comunitară — SCI) din Suedia întinsă pe o suprafață de 225,4 ha, integral pe uscat.

## Localizare
Centrul sitului Ätran este situat la coordonatele 56°57′30″N 12°36′50″E / 56.9584°N 12.6139°E.

## Înființare
Situl Ätran a fost declarat sit de importanță comunitară în mai 2006 pentru a proteja 1 specie de animale. Situl a fost protejat și ca arie specială de conservare în decembrie 2017.

## Biodiversitate
Situată în ecoregiunile boreală și continentală, aria protejată nu include niciun habitat protejat.
La baza desemnării sitului se află o specie protejată de  pești: somonul (Salmo salar).